# 新田恵海のえみゅーじっく♪ろけっつ☆
『新田恵海のえみゅーじっく♪ろけっつ☆』（にったえみのえみゅーじっく ろけっつ）は、2017年4月5日から2019年3月27日までHiBiKi Radio Stationで配信されていたインターネットラジオ番組。パーソナリティは新田恵海。2014年7月16日から2017年3月29日まで同局で配信された『新田恵海のえみゅーじっく♪まじっく☆』からリニューアルしたラジオ番組であった。2019年4月3日から番組が再びリニューアルされ番組名が『新田恵海のえみゅーじっく♪すぱいす☆』に変更された。番組名や内容は変更され、配信回数もリセットされた。愛称は引き続き「つんらじ」。
本編とは別にHiBiKi Radio Station無料会員向けの「楽屋裏」コーナーも配信される。
2018年3月8日、第4回『アニラジアワード』にて「BEST COMFORT RADIO 癒しラジオ賞（新人）」を受賞した。

## コーナー紹介
ふつおた
普通のお便りを紹介するコーナー。
お茶つん
お茶を飲みながら近況トークや「ふつおた」を紹介するコーナー。『えみゅーじっく♪まじっく☆』から続くコーナー。
もっと！つんらじ応援団
リスナーをあつーくゆるーく応援するコーナー。『えみゅーじっく♪まじっく☆』の「つんらじ応援団!!」がリニューアルした。コーナーで使用される曲は引き続き「NEXT PHASE」。
エコール・ド・地域飯
リスナーから教えてもらった色んな意味でいい味を出しているローカルなお店を紹介するコーナー。『えみゅーじっく♪まじっく☆』の「エコール・ド・地域菓子」がリニューアルした。
わーい！つん茶
リスナーから5文字、7文字の単語（言葉）を募集し、くじ引き形式で川柳を作るコーナー。
恵海ヶ島宇宙センター
言いたくても言えなかった言葉、御礼、メッセージなどをエピソードとともに募集する。エピソードを紹介し、3、2、1のカウントダウンの後に言えなかった言葉を打ち上げる（読み上げる）コーナー。コーナーで使用される曲は「ROCKET HEART」。
つんフォメーションタイム
お知らせコーナー。

## 出演者

### パーソナリティ
- 新田恵海

### ゲスト
- 第11回（2017年6月14日） - yuna（ユーナ）[4]：emitsun BANDでキーボード担当。TOTAL OBJECTIONのメンバー。
- 第15回（2017年7月12日） - 楠田亜衣奈[5]
- 第18回（2017年8月2日） - 坂本光久[6]
- 第22回（2017年8月30日） - 清水有希子[7]：ヘアメイクアーティスト
- 第24回（2017年9月13日） - 月蝕會議[8]（エンドウ.、Billy、楠瀬タクヤ[9]）
- 第25回（2017年9月20日）公開録音『つんらじ セプつんバーフェス』昼の部 - 中村繪里子[10]
- 第30回（2017年10月25日） - 舟山夏妃[11]：舞台女優・声優
- 第36回（2017年12月6日） - 山中拓也[12]
- 第37回（2017年12月13日）誕生日回 - 佐々木未来[13]
- 第55回（2018年4月18日）公開録音『つんらじ スプリングつんカム』昼の部 - 徳井青空[14]
- 第60回（2018年5月23日） - ZAQ[15]
- 第69回（2018年7月25日） - 千菅春香[16]

## 主題歌
オープニングテーマ
「ROCKET HEART」（歌：新田恵海、作詞：畑亜貴、作曲・編曲：菊田大介（Elements Garden））
エンディングテーマ
初代（第1回 - 第22回）：「Shine」（歌・作詞・作曲：新田恵海、編曲：Command+S）
二代目（第23回 - 第58回）：「Believe in (E)MUSIC」（歌・作詞：新田恵海、作曲・編曲：菊田大介）
三代目（第59回 -）：「君に咲く愛のうた」（歌：新田恵海、作詞：ZAQ、作曲・編曲：松坂康司）

## 配信
HiBiKi Radio Stationにて、2017年4月5日から毎週水曜日配信。2018年1月以降の配信回はFRESH!の響チャンネルにて、会員限定で翌週水曜日からアーカイブ配信される。

## イベント
| 出演日       | タイトル                                                                       | ゲスト     | 会場                                 | 備考    |
| ------------ | ------------------------------------------------------------------------------ | ---------- | ------------------------------------ | ------- |
| 2017年9月9日 | 「新田恵海のえみゅーじっく♪ろけっつ☆」公開録音 〜つんらじ セプつんバーフェス〜 | 中村繪里子 | 科学技術館サイエンスホール（東京都） | 全2公演 |
| 2018年4月8日 | 「新田恵海のえみゅーじっく♪ろけっつ☆」公開録音 〜つんらじ スプリングつんカム〜 | 徳井青空   | 科学技術館サイエンスホール（東京都） | 全2公演 |

## ラジオCD
|   | 発売日         | タイトル                                 | 規格品番  | 収録回   | 録りおろしゲスト |
| - | -------------- | ---------------------------------------- | --------- | -------- | ---------------- |
| 1 | 2017年11月29日 | 新田恵海のえみゅーじっく♪ろけっつ☆ つん1 | HBKM-0131 | 第1-13回 | 中村繪里子       |